# Libya tại Thế vận hội
Libya tham dự Thế vận hội lần đầu tiên vào năm 1964, và kể từ đó đã gửi các vận động viên (VĐV) tới hầu hết các kỳ Thế vận hội Mùa hè. Quốc gia này tẩy chay Thế vận hội 1984. Libya chưa từng tham gia Thế vận hội Mùa đông.
Chưa từng có VĐV Libya nào giành được huy chương Olympic.
Ủy ban Olympic quốc gia của Libya được thành lập năm 1962 và được Ủy ban Olympic Quốc tế công nhận năm 1963.

## Bảng huy chương

### Huy chương tại các kỳ Thế vận hội Mùa hè
| Thế vận hội           | Số VĐV        | Số VĐV theo môn thi đấu | Số VĐV theo môn thi đấu | Số VĐV theo môn thi đấu | Số VĐV theo môn thi đấu | Số VĐV theo môn thi đấu | Số VĐV theo môn thi đấu | Số VĐV theo môn thi đấu | Số VĐV theo môn thi đấu | Huy chương    | Huy chương    | Huy chương    | Tổng số       |
| Thế vận hội           | Số VĐV        | Điền kinh               | Bơi lội                 | Bóng chuyền             | Xe đạp                  | Judo                    | Bóng bàn                | Taekwondo               | Cử tạ                   |               |               |               | Tổng số       |
| --------------------- | ------------- | ----------------------- | ----------------------- | ----------------------- | ----------------------- | ----------------------- | ----------------------- | ----------------------- | ----------------------- | ------------- | ------------- | ------------- | ------------- |
| 1896–1960             | không tham dự | không tham dự           | không tham dự           | không tham dự           | không tham dự           | không tham dự           | không tham dự           | không tham dự           | không tham dự           | không tham dự | không tham dự | không tham dự | không tham dự |
| Tokyo 1964            | (1)           | (1)                     | -                       | -                       | -                       | -                       | -                       | -                       | -                       | không thi đấu | không thi đấu | không thi đấu | 0             |
| Thành phố México 1968 | 1             | 1                       | -                       | -                       | -                       | -                       | -                       | -                       | -                       | 0             | 0             | 0             | 0             |
| München 1972          | không tham dự | không tham dự           | không tham dự           | không tham dự           | không tham dự           | không tham dự           | không tham dự           | không tham dự           | không tham dự           | không tham dự | không tham dự | không tham dự | không tham dự |
| Montréal 1976         | không tham dự | không tham dự           | không tham dự           | không tham dự           | không tham dự           | không tham dự           | không tham dự           | không tham dự           | không tham dự           | không tham dự | không tham dự | không tham dự | không tham dự |
| Moskva 1980           | 32            | 7                       | 4                       | 12                      | 7                       | -                       | -                       | -                       | 2                       | 0             | 0             | 0             | 0             |
| Los Angeles 1984      | không tham dự | không tham dự           | không tham dự           | không tham dự           | không tham dự           | không tham dự           | không tham dự           | không tham dự           | không tham dự           | không tham dự | không tham dự | không tham dự | không tham dự |
| Seoul 1988            | 4             | -                       | -                       | -                       | 2                       | -                       | -                       | -                       | 2                       | 0             | 0             | 0             | 0             |
| Barcelona 1992        | 5             | 1                       | -                       | -                       | -                       | 2                       | 1                       | -                       | 1                       | 0             | 0             | 0             | 0             |
| Atlanta 1996          | 5             | 4                       | -                       | -                       | 1                       | -                       | -                       | -                       | -                       | 0             | 0             | 0             | 0             |
| Sydney 2000           | 3             | 1                       | -                       | -                       | -                       | 1                       | -                       | 1                       | -                       | 0             | 0             | 0             | 0             |
| Athens 2004           | 8             | 2                       | 2                       | -                       | -                       | 1                       | -                       | 1                       | 2                       | 0             | 0             | 0             | 0             |
| Bắc Kinh 2008         | 6             | 2                       | 2                       | -                       | 1                       | 1                       | -                       | -                       | -                       | 0             | 0             | 0             | 0             |
| Luân Đôn 2012         | 5             | 2                       | 1                       | -                       | -                       | 1                       | -                       | -                       | 1                       | 0             | 0             | 0             | 0             |
| Tổng số               | Tổng số       | Tổng số                 | Tổng số                 | Tổng số                 | Tổng số                 | Tổng số                 | Tổng số                 | Tổng số                 | Tổng số                 | 0             | 0             | 0             | 0             |